# دومینیک سوبوسلای
دومینیک سوبوسلای (مجاری: Szoboszlai Dominik؛ زادهٔ ۲۵ اکتبر ۲۰۰۰) فوتبالیست اهل مجارستان، کاپیتان تیم ملی و بازیکن باشگاه لیورپول است.
او به دلیل شوت های از راه دور و همچنین مهارت دریبل زنی و دید وسیعی که دارد و بازی سازی هجومی معروف است . 
وی در باشگاه فوتبال ردبول زالتسبورگ، لایپزیگ و زیر ۲۱ سال های مجارستان بازی کرده است.